# خطة العمل الوطنية لتغير المناخ
خطة العمل الوطنية لتغير المناخ هي برنامج تابع للحكومة الهندية، أُطلِقت سنة 2008 للتخفيف من الآثار الضارة لتغير المناخ والتكيّف معها، مع 8 مهمات فرعية. تهدف الخطة إلى تحقيق الأهداف التنموية للهند مع التركيز خصوصًا على الحد من الانبعاثات. تعتمد الخطة على دعم من الدول المتقدمة وتهدف أساسًا للحد من الانبعاثات الكربونية الناجمة عن الأنشطة الاقتصادية في أي وقت.
تتضمن خطة العمل الوطنية 8 مهام:
●     المهمة الوطنية للطاقة الشمسية.
●     المهمة الوطنية لتعزيز كفاءة الطاقة.
●     المهمة الوطنية للبيئة المستدامة.
●     المهمة الوطنية للمياه.
●     المهمة الوطنية للحفاظ على النظام البيئي في جبال الهيمالايا.
●     مهمة الهند الخضراء.
●     المهمة الوطنية للزراعة المستدامة.
●     المهمة الوطنية للمعرفة الاستراتيجية لتغير المناخ.

## المهمة الوطنية للطاقة الشمسية
أُطلِقت المهمة الوطنية للطاقة الشمسية تحت اسم «مهمة جواهر لال نهرو الوطنية للطاقة الشمسية عام 2010» وقد نُقحّت مرتين منذ ذلك الحين. وُضعت هذه المهمة بهدف إنتاج 20000 ميجاواط من الطاقة الشمسية على ثلاث مراحل (2010-2013)، (2013-2017)، و(2017-2022). وقد حُدد هدف وقدره 100000 ميجاواط في خطاب موازنة 2015 ، والذي سيجري العمل عليه حتى عام 2022. وضعت وزارة الطاقة الجديدة والمتجددة هدفًا لإنتاج 40 جيجاواط من الطاقة الشمسية بواسطة «مشاريع الطاقة الشمسية على السطح» أما الـ 60 جيجاواط المتبقية فمن المخطط الحصول عليها من مشاريع الطاقة الشمسية المتصلة بالشبكة الكبيرة والمتوسطة.
ستقدّم الوزارة دعمًا رأسماليا على هيئة تمويل العجز لمؤسسة الطاقة الشمسية في الهند، وتخطط الحكومة الهندية أيضًا لزيادة التمويل القادم من المانحين الثنائيين مثل صندوق المناخ الأخضر، بموجب اتفاقية الأمم المتحدة الإطارية بشأن تغير المناخ، إذ من الممكن أن يقلل إنتاج الطاقة الشمسية من انبعاثات غازات الاحتباس الحراري من محطات الطاقة القائمة على الفحم. وكان الهدف المتمثل في توليد  100 جيجا واط من الطاقة الشمسية جزءًا من إنتاج 175 جيجاواط من الطاقة من المصادر المتجددة بحلول عام 2022. وقد أعلن رئيس الوزراء ناريندرا مودي في خطابه ضمن قمة العمل المناخي للأمم المتحدة عام 2019، عن هدف قدره 175 جيجاواط من الطاقة المتجددة بزيادة إنتاج الطاقة للوصول إلى هدف طموح قدره 450 جيجاواط حتى عام 2022.
أطلقت الحكومة العديد من المخططات لتعزيز الطاقة الشمسية وتقليل الاعتماد على مصادر الطاقة التقليدية، تحقيقًا للأهداف المحددة في إطار المهمة، من هذه الخطط «حملة أمن الطاقة والارتقاء بالمزارعين» التي وافقت عليها لجنة الشؤون الاقتصادية التابعة لمجلس الوزراء سنة 2019. إذ يهدف البرنامج إلى تركيب مضخات شمسية خارج الشبكة في المناطق الريفية وتقليل الاعتماد على الشبكة في المناطق المتصلة بها. ظل شرط المحتوى المحلي لشراء المكونات المستخدمة في مشاريع الطاقة الشمسية محل نزاع للأجانب الذين يشكون في كثير من الأحيان التمييز ضد شركاتهم المصنّعة.

## المهمة الوطنية لتحسين كفاءة الطاقة
تُعد الهند الخامسة ضمن البلدان الأقل كفاءة في استخدام الطاقة. إن نسبة الناتج المحلي الإجمالي إلى استهلاك الطاقة ضعيفة أيضًا، ومن ثم تخطط المهمة لتحقيق نمو اقتصادي مستدام إلى جانب خفض الطاقة وكثافة الكربون في الاقتصاد. تتكون المهمة من أربعة عناصر:
●     أداء الإنجاز والتجارة.
●     منصة تمويل كفاءة الطاقة.
●     تحول السوق لكفاءة الطاقة.
●     إطار التنمية الاقتصادية لكفاءة الطاقة.
يحدد عنصر أداء الإنجاز والتجارة في المهمة الأهداف للصناعات عالية الطاقة لتقليل كثافة الطاقة، ويمنحها شهادات توفير الطاقة، التي يمكن تداولها بين المرشحين الذين خالفوا أهدافهم أو ظلوا غير ناجحين في تحقيقها. من ناحية أخرى، تعزز منصة تمويل كفاءة الطاقة ثقة المؤسسات المالية والمستثمرين في دعم مبادرات كفاءة الطاقة. يشجع المكونان الآخران على استخدام واعتماد المعدات الموفّرة للطاقة إضافةً إلى تعزيز مبادرات كفاءة الطاقة بواسطة التحوط ضد مخاطر الاستثمار.